# Канделария (Понта-Делгада)
Канделария (порт. Candelária) — район (фрегезия) в Португалии, входит в округ Азорские острова. Расположен на острове Сан-Мигел. Является составной частью муниципалитета Понта-Делгада. Население составляет 1184 человека на 2001 год. Занимает площадь 8,53 км².
Покровителем района считается Дева Мария (порт. Nossa Senhora da Luz).